# Безодня (заказник)
Безо́дня — гідрологічний заказник місцевого значення в Україні. Розташований у межах Летичівського району Хмельницької області, на схід від смт Меджибіж. 
Площа 15 га. Статус надано 1979 року. Перебуває у віданні Требуховецької сільської ради. 
Статус надано з метою збереження водно-болотного комплексу в заплаві річки Південний Буг, а також у пригирловій частині її лівобережної притоки Бужка. 